# Francisco Manuel da Silva
Francisco Manuel da Silva (Rio de Janeiro, 1795. február 21. – Rio de Janeiro, 1865. december 18.) brazil zeneszerző. 1831-ben megkomponálta Brazília himnuszát. Előtte nem volt ismert, a himnusz megírása volt pályafutása csúcspontja.
José Maurício Nunes Garcia, korának egyik legjelentősebb brazil zeneszerzőjének tanítványa volt. Később létrehozta a Sociedade de Música nevű, a zenészek érdekeit védelmező társaságot, 1848-ben megalapította a Rio de Janeiró-i Conservatório de Música zeneiskolát, amelynek első igazgatója lett.